# Mezoregion Pojezierza Mrągowskiego
Mezoregion Pojezierza Mrągowskiego (II.2) – mezoregion przyrodniczo-leśny w Krainie Mazursko-Podlaskiej.
Mezoregion położony jest w północno-wschodniej Polsce w woj. warmińsko-mazurskim. Graniczy z mezoregionami: Niziny Sępopolskiej, Wielkich Jezior Mazurskich i Puszcz Mazurskich (Kraina Mazursko-Podlaska) oraz Warmińskim i Pojezierza Iławskiego (Kraina Bałtycka). Powierzchnia mezoregionu wynosi 3180 km². W dużym stopniu pokrywa się z mezoregionem fizycznogeograficznym Pojezierze Mrągowskie.
Lasy i ekosystemy seminaturalne zajmują ok. 28% powierzchni regionu, z czego same lasy ok. 27% (ok. 253km²). 89% powierzchni lasów zarządzanych jest przez Regionalną Dyrekcję Lasów Państwowych w Olsztynie (nadleśnictwa: Wichrowo – część wschodnia, Bartoszyce – część południowa, Srokowo – część południowo-zachodnia, Mrągowo – część centralna, Wipsowo, Olsztyn – część centralna, Strzałowo – część południowa, Korpele – część centralna, Jedwabno – część południowo-wschodnia). Największe kompleksy leśne zlokalizowane są na północ od Dobrego Miasta.
W mezoregionie dominują krajobrazy naturalne glacjalne pagórkowate, rzadziej spotykane są krajobrazy fluwioglacjalne równinne i faliste. Powierzchnia mezoregionu prawie w całości uformowana została w fazie pomorskiej zlodowacenia Wisły i tworzy rodzaj garbu, wzniesionego do 221 m n.p.m.  Najczęściej spotykane są utwory plejstoceńskie, głównie gliny zwałowe, piaski i żwiry lodowcowe zlodowacenia północnopolskiego, miejscami, we wschodniej części, w morenach czołowych. Stosunkowo liczne są też piaski i mułki kemów.
Garb jest poprzecinany w kierunku południkowym licznymi rynnami, wypełnionymi niezbyt dużymi jeziorami oraz holoceńskimi piaskami, żwirami, madami rzecznymi, torfami i namułami. W ich sąsiedztwie występują piaski i żwiry sandrowe, w większości porośnięte lasem. W południowej części regionu, między Olsztynem a Biskupcem, znajdują się
niewielkie obszary plejstoceńskich iłów, mułków i piasków zastoiskowych.
Wśród roślinności dominują krajobrazy grądowy z udziałem borów mieszanych. W części zachodniej i północnej mezoregionu występują krajobrazy grądów i buczyn pomorskich oraz borów, borów mieszanych i grądów, które tworzą pas wzdłuż rzeki Pisy.